# Apostolepis gaboi
Apostolepis gaboi — вид змій родини полозових (Colubridae). Ендемік Бразилії.

## Поширення і екологія
Apostolepis gaboi відомі за двома зразками, зібраними на піщаних дюнах посеред річки Сан-Франсиску в штаті Баїя. Вони живуть в сухих чагарникових заростях каатинги. Ведуть риючий спосіб життя.

## Збереження
МСОП класифікує цей вид як вразливий. Apostolepis gaboi є рідкісним видом, якому загрожує знищення природного середовища.